# Erdős József (festőművész)
Erdős József (Budapest, 1906. december 5. –Kőszeg, 1944. július 15.) festőművész, a KIMSZ, és a KMP tagja, a magyarországi illegális kommunista mozgalom harcosai egyike, magyar eszperantista.

## Élete

### Gyermekkora
Egy izraelita családban született. Édesapja Erdős Elek (1874–1933), cipőüzletben dolgozott eladóként, édesanyja Lindenfeld Mária varrónő volt. Az apai nagyszülei Dancziger Mózes és Weisz Erzsébet voltak; az anyai nagyszülei Lindenfeld Salamon és Grünfeld Rózsa voltak. 1902. februárjában Dancziger Elek (1874–1933) monostorpályi illetőségű budapesti lakos családi nevének "Erdős"-re átváltoztatását belügy-miniszteri rendelettel megengedték.
Az első világháború szétzilálta a családot: az apát a frontra küldték, az anya elhunyt, a négy gyerek rokonokhoz, nevelőszülőkhöz, illetve árvaházba került. A családi viszonyok a világháború végén rendeződtek, amikor az apa elvette feleségül elhunyt feleségének nővérét, Lindenfeld Karolinát, aki nagy gonddal nevelte a gyermekeket. Erdős Józsefet egyik orvostól a másikhoz vitte, mert a háborús nélkülözések miatt súlyos Gümőkórt kapott, de szanatóriumban elhelyezni nem állt módjában a családnak. A Tanácsköztársaság idején bevezetett iskolaorvosi szűrővizsgálat alapján azután szanatóriumba utalták, a Svábhegyen fekvő Chorin-villába került, és a gondos orvosi kezelés eredményeként talpra állt. Bár fizikailag gyenge, de szellemi képességeit tekintve átlagon felüli fiú volt. Otthon szerették az irodalmat, szerettek politizálni, olvasták a Világot, a Magyar Hírlapot, a Népszavát. Az apa tagja volt a demokrata pártnak, később a szociáldemokrata pártnak.

### A fiatal eszperantista és kommunista
Erdős József tovább tanulása azonban a család anyagi helyzete miatt lehetetlenné vált. A jó rajzkészségű fiatalember leszerződött műhímző inasnak, és három év múlva kitűnő eredménnyel téve le a vizsgát, felszabadult, műhímző segéd lett. A munkásmozgalomba 1927-ben Veres József vonta be, akivel együtt dolgozott mint műhímző segéd Strób és Braun mestereknél. Egy kis füzetet kapott tőle a dialektikus materializmusról, amelyet többször is elolvasott. Rendszeresen eljárt Veressel a munkás eszperantisták József körúti központjába. A KIMSZ tagja lett. A KIMSZ révén több olyan elvtárssal megismerkedett, aki a KMP-ban tevékenykedett. Röpiratokat, sajtóanyagokat, könyveket vett át tőlük és terjesztette őket.
Hozzálátott a nyelvtanuláshoz. Először eszperantóul tanult meg, barátja lett Baghy Gyulának, az eszperantó mozgalom egyik hazai vezetőjének. Az eszperantó nyelvről megjelent egy féloldalas cikke a Magyar Hírlapban. Autodidakta módon, pusztán tankönyvek segítségével tanult franciául, németül, majd oroszul. Részt vett a Magyar Munkás Eszperantisták Szövetségének munkájában, később ott tanfolyamot is vezetett. Az ún. Berlitz módszerrel tanította az eszperantó nyelvet, aminek az volt a lényege, hogy tanítás közben nem beszélnek anyanyelven. Az önművelődés révén nemcsak nyelvtudásra tett szert, hanem nagy általános műveltségre is. Nagy áttekintéssel rendelkezett az őt különösen érdeklő művészettörténetben, és elmélyedt a matematika, a pszichológia és a grafológia tanulmányozásában
Életkörülményei olyanok voltak, mint az ellenforradalmi rendszer évtizedeiben a proletárok százezreié: állandó gond és nyomor, munkanélküliség és kilakoltatás, folytonos harc a mindennapi kenyérért, a családért, és ezzel párhuzamosan a dolgozók jobb jövőjéért. A legnagyobb áldozatokat is magától értetődő természetességgel vállalta a munkásmozgalom érdekében. Erdős gyakran volt munka nélkül. Gyenge fizikuma miatt üzemben nem tudott kétkezes munkát vállalni. Megfigyelőképességét és rajzkészségét kamatoztatva ilyenkor úgy jutott keresethez, hogy sziluetteket készített. Esténként végigjárta a kávéházakat és a vendégek egy-két pengőért megvásárolták a szemük láttára készült arcmásukat. Művészi hajlama volt az első kapocs, amely összehozta első nejével boldogfai Farkas Irénnel, valamint a második feleségével Kasitzky Ilonával, akikkel 1920-as években ismerkedett meg Schwarcz Imre iparművész műtermében.

### Az érett kommunista
Mivel művészek akartak lenni, felkeresték Aszódi Weil Erzsébet festőművészt, aki tanítással is foglalkozott. Anyagiak hiányában azonban nem járhattak iskolájába, még a havi 8 pengős tandíjat sem tudták volna megfizetni. Elhatározták, hogy megpróbálnak négyesben (Erdős József, Kasitzky Ilona, Bán Béla és boldogfai Farkas Irén) pénzt előteremteni egy párizsi tanulmányúthoz, ezért kibéreltek egy albérleti szobát és önállóan vállaltak iparművészeti munkát, főleg gobelinfestést. Ebben az időben került kapcsolatba Erdős és Bán Tamás Aladárral, a 100 % című folyóirat szerkesztőjével. Tamás Aladár egy francia nyelvre fordított, szovjet közgazdászok által írott könyvet adott Erdősnek és a 100% Szavalókórusba irányította őket. A kórus a maga sajátos művészi eszközeivel a forradalmi eszméket terjesztette, tagjai a művészeti képzésen túl politikai oktatásban is részt vettek. A 100% kórus a forradalmi munkásmozgalom harcosainak nagy nevelő iskolája volt. Egyesek már KIMSZ-tagként léptek be, de sokan itt fejlődtek KIMSZ- taggá, majd KMP-taggá. Erdősis ebben az időszakban érett ifjúkommunistából kommunistává.
Erdős és barátai a kórus tagjaiként sokfelé felléptek: Kispesten, Újpesten, Óbudán munkásotthonokban és egyebütt, így a Zeneakadémián, sőt még színházat is kibéreltek. Elő akarták adni a Géprombolók című művet, de ezt a rendőrség megakadályozta. Utolsó helyiségük a Vasvári Pál utca 9 szám alatti házban volt, a falakat a kórus tagjai, köztük Erdősék, művészi freskókkal díszítették. A kórus 1930 nyarán szűnt meg, vezetőjének, Tamás Aladárnak a letartóztatása után. Kórusbeli tevékenységük mellett Erdőséknek ekkoriban az volt a mozgalmi feladatuk, hogy a „FECSKE” kerület (Ferencváros, Csepel, Kispest, Pesterzsébet) üzemeinek falára, kerítésére míniummal a KMP és a KIMSZ harcra buzdító jelszavait, valamint sarló és kalapácsot fessenek. Ugyanígy festettek a Ludovika Akadémia mögötti területen és a MÁVAG falaira. Ezenkívül röplapokat szórtak és „nyalókákat” ragasztottak.
Sok kórustag részt vett a tüntetéseken is a KMP és a KIMSZ irányításával. A kórus megszűnése után sem szakadtak meg a kapcsolatok a kórustagok egy része között. Az 1930. szeptember 1-i tüntetésen, a munkásosztálynak a Horthy-korszakban lezajlott legnagyobb méretű megmozdulásán szervezetten vettek részt. Noha az MSZDP csupán csendes járdás sétát szervezett erre a napra a Szakszervezeti Tanács égisze alatt, a gazdasági válság, a munkanélküliség miatti elkeseredés levezetésére, a megmozdulás szervezésébe bekapcsolódó KMP és a KIMSZ irányításával a csendes járdás séta hamarosan hangos tüntetéssé változott, osztályharcos jelszavak hangzottak el, forradalmi dalok csendültek fel az Andrássy úton, a Városligetben és környékén. A rendőrség több helyen kardlappal támadt a tüntetőkre. Erdős József elsodródott társaitól, és a rendőrattak csaknem az életébe került. A rendőrség, amint lehetőség volt rá, kihallgatta a megsebesített letartoztatott Erdőst a tüntetés ügyében. Ő azonban előre felkészült egy ilyen eshetőségre, s a tüntetésre magával vitt egy gobelint. Azt vallotta, hogy a gobelint egy Király utcai függöny- és kézimunka kereskedőhöz akarta vinni, mint kész munkát, de a tömeg „elsodorta”. A rendőrség ennek nem adott hitelt, ezért miután kikerült a kórházból, detektívek figyelték.

### A kudarcba fulladt párizsi tanulmányút
Erdősék jobbnak látták, ha egy időre eltűnnek a szemük elől, és mivel amúgy is párizsi tanulmányútjukra készültek, most keresztül akarták vinni tervüket. Bán Béla révén kerülő úton szereztek útlevelet, Kasitzky Ilona azonban csak hontalan útlevelet kapott, amire a francia követség nem adott vízumot. Ezért Bán a tanárától, Szőnyi Istvántól kért igazoló írást arról, hogy Kasitzky Ilona beiratkozik Bécsben a Képzőművészeti Főiskolára, és így sikerült fél évre szóló vízumot kapnia az osztrák követségen. Bécsből Bán továbbutazott Párizsba, Erdősék pedig Bécsben maradtak. Elvtársi segítséggel kaptak egy Grinzing Allee-i címet, ahol egy, az első világháborúból maradt egykori hadikórház-barakktábort találtak. A különböző barakkokban különböző politikai nézetű emberek laktak: kommunisták, szociáldemokraták, zsidó diákok, osztrák nácik. Erdősék egy Gáspár nevű magyar rokkant tanítónál kaptak szállást, aki a Tanácsköztársaság idején kifejtett tevékenysége miatt kényszerült emigrációba. Pénz és munka hiányában eleinte roppant nyomorúságosan éltek az osztrák Vörös Segély anyagi támogatásából. Helyzetük akkor enyhült, mikor gobelintervekre és kidolgozásukra kaptak megrendelést. Kasitzky Ilona (lejárván a vízuma) 1931 májusában visszatért Budapestre, Erdős József egy hónappal később, és azonnal hozzálátott a KMP Bécsben tartózkodó vezetőitől kapott pártmegbízatások végrehajtásához. Lakásuk jóformán évenként változott, sehol sem tudták huzamosan fizetni a lakbért, de majd mindegyik mozgalmi találkozóhely lett. Mint művészházaspárral szemben más volt a mérce, mint egy egyszerű polgári vagy proletár családdal szemben. Többet megengedhettek maguknak a „bohém” művészek, kevésbé volt feltűnő az élénk társasági élet, az, hogy jönnek-mennek, vitatkoznak az emberek. E társalgások leple alatt aztán megtörtént a mozgalmi megbeszélés, továbbították a pártutasításokat, a mozgalmi híreket, gazdát cseréltek a levelek, csomagok.
1932. november 13-án Erdős Józsefet beidézték a rendőrségre és rá akarták bizonyítani, hogy ő készítette a Vörös Segély egyik röplapjának kliséjét; bizonyítékok hiányában azonban kénytelenek voltak szabadon engedni. Nyelvtudását is a párt szolgálatába állította: a párt megbízásából rendszeresen fordított idegen nyelvű írásokat, például a Rundschau cikkeit. Az egyéni érdeklődés és a mozgalmi munka összeötvöződésének egy másik példája az oktatómunka volt. Mint lelkes eszperantista hangoztatta, hogy az eszperantó nyelv a munkás nemzetköziség segítő eszköze, és pedagógusi hajlamait kamatoztatva Babér utcai lakásán éveken át tanította az eszperantó nyelvet, miként az újpesti munkásotthonban is. A nyelvtanítást világnézeti neveléssel kapcsolta össze, sőt kifejezetten marxista szemináriumot is szervezett és vezetett, például a szabók szakszervezetében az Almássy téren. Sok fiatal kommunistává érlelődéséhez járult hozzá. Amellett, hogy tudását igyekezett megosztani másokkal, az is jellemvonásai közé tartozott, hogy mindig kész volt segíteni másokon. Például Szüdi György kommunista költőnek, barátjának is sokat segített első verseskötete sajtó alá rendezésében.

### Az második világháború ideje
A második világháború újabb megpróbáltatások elé állította Erdős Józsefet. 1940 őszén munkaszolgálatra hívták be Szentendrére. Egy időben betegséget színlelve sikerült elérnie, hogy kórházba kerüljön, és már majdnem két hónapig nyomta a kórházi ágyat, amikor a hatóságok elővették 1933-as aktáit, hazahozatták a munkaszolgálatból és 1940—1941 telén kellett letöltenie négy hónapos büntetését. Ez a fogság a munkaszolgálatban legyengült embert nagyon megviselte. Kiszabadulása után nem folytathatta a harmincas évek intenzív mozgalmi munkáját, elsősorban tudományos tevékenységgel foglalkozott. Egy Magyarországon élő, orosz származású asszony segítségével gyors előrehaladást ért el az orosz nyelv tanulásában. 1943-ban Derzsavin Leó álnéven összeállított egy kis orosz—magyar, magyar— orosz katonaszótárt és sikerült megállapodnia Aczél Bertalannal, a munkácsi „Pannónia” Könyvnyomda tulajdonosával megjelentetésében. A második megrendelés orosz nyelvtankönyv készítése volt, ezt Vadász György grafikus illusztrálta. Ezután a Gőzerővel franciául című nyelvtankönyvet állította össze, amely szintén megjelent 1944-ben az Aczél testvérek kiadásában Budapesten. Meg akarta írni a Gőzerővel angolul című nyelvtankönyvet, majd a magyar—német szólásmondások tárát. További tervezett könyvének tárgya a dialektikus materializmus volt. Ezeket a terveket azonban már nem válthatta valóra.
Magyarország 1944. márciusi német megszállása után, a fasiszta diktatúra tombolása közepette 1944 júniusában Erdős Józsefnek kikézbesítették a SAS-behívót. A rejtőzködést reménytelennek találta, és családjára való tekintettel a jelzett időpontban megjelent az Albrecht-laktanyában. 1944 őszén Biszku Béla, ifj. Behringer József és Erdős több más volt tanítványa, KISKA-egyenruhában, a Gyűjtőfogház körüli lágerekhez ment, hogy megkeresse és megpróbálja kiszabadítani. Bátor vállalkozásuk nem vezethetett eredményre, mert Erdős Józsefet addigra büntetőszázadban továbbhurcolták Kőszegre. A kőszegi laktanyában a borzalmas körülmények között is szervezkedni kezdtek a kommunisták. A században alakított illegális kommunista szervezet a háromtagú vezetőség (Erdős József, Varga István, Veres Lajos) irányításával mindent megtett, hogy segítsen a betegeken, hogy minél többen túléljék a büntetőszázad poklát. Erdősnek mint írnoknak viszonylag több lehetősége nyílott a segítségnyújtásra, a keretlegények kijátszására. Ezenkívül titokban orosz nyelvleckéket is adott, aminek viszonzásaként a tanítványok családtagjai anyagi támogatást nyújtottak otthon Erdős családjának, amennyiben módjukban állott. Az illegális szervezkedésnek, valószínűleg besúgás révén, nyomára jutott a parancsnokság, Erdős Józsefet 1944 őszén többedmagával kivégezték.

## Házasságai
Erdős József első felesége egy elszegényedett ágából származott az ősrégi és tekintélyes zalamegyei római katolikus nemesi boldogfai Farkas családnak, boldogfai Farkas Irén (*Zalacsány, 1910. október 19.–†1943. után) festőművész, tanító, eszperantista volt, akit 1927. szeptember 25-én vett el Budapesten és akkoriban alig 17 éves volt. A menyasszonynak a szülei boldogfai Farkas Kálmán (1875–1949), vasúti állomás elöljáró és az ágostai hitvallású Peterdi Aranka Erzsébet (1877–1963) voltak. Anyai nagyszülei Peterdi Ferenc (1845–1888), nagykanizsai vasúti felügyelő, aki eredetileg a "Petró" név alatt született, és az izraelita származású Damborschitz Krisztina (1848–1878) voltak. Az apai nagyszülei boldogfai Farkas László (1842–1901), zalavármegyei írnok, földbirtokos, és a teskándi születésű kurtakeszi Baranyay Lujza (1848–1898) asszony voltak. Apai nagyapai dédszülei idősebb boldogfai Farkas Ferenc (1779–1844), Zala vármegyei táblabíró, jogász, földbirtokos és Joó Borbála (1811–1881) asszony voltak. Az apai nagyanyai dédszülei kurtakeszi Baranyay József (1809–1855), ügyvéd, táblabíró, uradalmi ügyész, teskándi földbirtokos, valamint tornai és bozsóki Karácsonyi Terézia (1807–1888) voltak. Erdős Józsefné boldogfai Farkas Irén fivére boldogfai Farkas Imre (1907–1965) magyar festőművész, grafikus.
A fiatal boldogfai Farkas Irén a családjától elsodrott és művészi hajlamait követve Erdős Józseffel ismerkedett meg az 1920-as évek második felében, akibe szerelmes lett; rajta keresztül ismerkedett a kommunista mozgalommal és az eszperantizmussal is, amelyeknek hamarosan nagy híve lett. A fiatal Farkas Irén sok helyen megfordult, ahol a munkásmozgalom céljaival és legjobb propagandistáival alkalma nyílt találkozni. Részt vett a munkások eszperantó tanfolyamán, gyakran kirándult Gödre, eljárt a Hársfa utcai szavalókórusba mindaddig, amíg a rendőrség be nem tiltotta. A természettudományos világnézet megismerésében munkás szemináriumok segítették. Lassan érlelődött benne a vágy, hogy tudását másokkal is megismertesse, s korán felvetődött benne egy gyermekmozgalom szervezésének gondolata. 1932. június 27-én a törvényszék bűnösnek mondotta ki a 21 éves Erdős Józsefné boldogfai Farkas Irént bűntettben és két és félévi fegyházra ítélte az állami és társadalmi rend felforgatására irányuló vétséggel vádban. A büntető törvényszék tárgyalta azt a kommunista bűnügyet, amelynek vádlottjai: Erdős Józsefné született Farkas Irén festőművésznő-tanítónő, Kovács-Zalai Vilmos szabósegéd, Paulich Géza tisztviselő és Halasi Kálmánné a budapesti Jázmin utcai községi elemi iskola kis növendékeinek lelkébe igyekeztek beplántálni a bolsevista tanokat. Erdős Józsefné és Kovács Vilmos azzal kezdték munkájukat, hogy a gyermekek számára lakásaikon mese délutánokat rendeztek és ennek ürügye alatt próbáltak hozzáférkőzni értelmükhöz és gyűlöletet kelteni bennük. Erdős József és Farkas Irén házassága kezdett romlani, valamint párhuzamosan Erdőnek kapcsolata egyre élénkebb lett Kasitzky Ilona művésznővel, kommunista mozgalmárral. 1935. november 8-án Erdős József és boldogfai Farkas Irén házasságát a budapesti királyi törvényszéki bontotta fel. Válásuk után Farkas Irén és Erdős József továbbra is szoros kapcsolatot tartottak eszperantistákként. Boldogfai Farkas Irén 1943 táján a Pannónia úton lakott a művészeti stúdiójában, és grafikusként dolgozott. 1945-ben nyílt meg a József Attila Napközi Otthon, amely László Dezső vezérigazgató és Radó István igazgató védnöksége mellett Boldogfai Farkas Irén vezetésével működött 1948-re is. A Szent István körút 2-es szám alatti napközi otthon derűs, tiszta, korszerű eszközökkel felszerelt helyiségeiben a gyermekek paradicsomát sikerült megalapítani, 98 árva, deportált, nagy részben utcáról összeszedett apróság talált ott meleg otthont Farkas Irén vezetése alatt.
Farkas Iréntől való elválása után alig 13 nappal Erdős József elvette a második nejét Kasitzky Ilona (Budapest, 1910. február 7. – Budapest 1985. augusztus 23.) festő- és grafikusművésznőt; A házasságot 1935. november 21-én Budapesten kötötték. Az ismeretlen apától származó Kasitzky Ilona a törvénytelen lánya volt Kasitzky Matild (1874–1935) özvegyasszonynak, akinek két törvényes gyermeke volt a néhai férjétől Bieronszky József (1855–1901) diósgyőri géplakatostól. Az özvegyasszony szerény körülmények között nevelte fel Kasitzky Ilonát és két féltestvérét Bieronszki Gabriellát és Bieronszki Józsefet. Kasitzky Ilona rendszeres művészeti képzésben nem részesült, a 100% szavalókórus tagjaként ismerkedett meg a művészettel. 1935-től kezdett rajzolni. Témavázlatait a munkások világából merítette (munkásportrék, alakos ábrázolások, gyár- és üzemrészletek). Az 1939-es bajai és gyulai kiállítása mellett 1941-ben, 1942-ben és 1943-ban részt vett a Szocialista Képzőművészek Csoportja kiállításain és 1942- ben a Népszava freskópályázatán. Az 1940-es évek elején a Népszava rajzolója, sajtóillusztrációi a lap különkiadványaiban jelentek meg.